# Лыньков, Михаил Тихонович
Михаи́л Ти́хонович Лынько́в, более известен как Миха́сь Лыньков (бел. Міхась Ціханавіч Лынькоў; 18 (30) ноября 1899 — 21 сентября 1975, Минск) — белорусский советский писатель и литературовед, редактор, общественно-политический деятель. Народный писатель Белорусской ССР (1962). Член-корреспондент (1936) и академик (1953) АН БССР.

## Биография
Родился 18 (30) ноября 1899 года в семье железнодорожника, окончил Рогачёвскую учительскую семинарию в 1917 году.
В 1919—1922 служил в РККА, участвовал в советско-польской войне.
В 1919 году в смоленской газете «Борьба» опубликовал своё первое произведение (стихотворение). Работал учителем в деревне Липиничи, редактором ежедневной бобруйской окружной газеты «Камуніст» (Коммунист), писал под несколькими псевдонимами (Михась Василёк и др.). Лыньков провёл большую работу по улучшению газеты, в которой в то время печатались материалы на нескольких языках: белорусском, русском, идише и украинском. Лыньков выступил одним из инициаторов создания бобруйского отделения белорусского литературного объединения «Молодняк». В 1930 году Лыньков переехал в Минск, где работал в Государственном издательстве БССР.
В 1933—1941 — редактор ведущего белорусского литературного журнала «Полымя рэвалюцыі» (Пламя революции). По мнению литератора Николая Метлицкого, на этом посту Лыньков защищал белорусскую литературу в «страшные, тоталитарные годы» советского режима, от которого Лыньков получил не только ордена и звания.
С момента основания в 1934 году — член СП СССР. В 1938—1948 возглавлял Союз писателей БССР.
В 1941—1942 годах — редактор фронтовой газеты «За Савецкую Беларусь» (выходила на Западном, Центральном и Брянском фронтах).
В 1943—1946 и в 1949—1952 годах — директор Института литературы, языка и искусства АН БССР.
Умер 21 сентября 1975 года. Похоронен в Минске на Восточном кладбище.

## Семья
В 1927 году М. Лыньков женился на Ханне Аренковой. У них родился сын Марик. Ханна Абрамовна Аренкова активно помогала мужу в сочинении популярных рассказов, которые относятся к первому периоду творчества М. Лынькова.
Жена и сын были расстреляны немцами в сентябре 1941 года в Стародорожском районе. В 1946 году Янка Мавр написал рассказ «За что?», в основу которого лёг этот трагический факт.
После войны женился второй раз, на учительнице Софье Захаровне Куспиц. Имели двоих детей.
Младший брат Григорий Лыньков был поэтом и переводчиком. Пропал без вести в 1941 году на фронте.

## Награды и звания
- народный писатель БССР (1962)
- три ордена Ленина (1949; 25.02.1955; 09.12.1969)
- орден Октябрьской революции (29.11.1974)
- три ордена Трудового Красного Знамени (31.01.1939; 09.12.1959; 1967)
- орден Красной Звезды (1943)
- медали.

## Творчество
Тематика творчества M. Лынькова первого периода — гражданская война и быт белорусского местечка. Глубокие внутренние процессы, происходящие в связи с революцией в патриархальном быту белорусского пролетариата и местечкового еврейства, отразились в произведениях данного периода. Например, рассказ «Гой», повествующий о любви еврейки и белоруса-красноармейца. К первому периоду относятся также рассказы M. Лынькова, отражающие борьбу с белыми и походный быт красноармейцев.
Для второго периода творчества M. Лынькова характерен сборник рассказов «Андрэй Лятун» из жизни железнодорожных рабочих и крестьян-кустарей. Пролетариат в борьбе за переустройство мира и решительное преодоление трудностей, лежащих на его пути, — основной стержень творчества M. Лынькова.
Первые свои рассказы M. Лыньков опубликовал в газете «Камуніст» и в сборнике «Молодняка» «Уздым» (Подъём). В 1927 году вышел первый его сборник рассказов. Также M. Лыньков известен как детский писатель. Широкую популярность получила повесть для детей «Міколка-паравоз» (1936), которая в 1956 году была экранизирована.
В 1967—1968 вышло собрание сочинений писателя в 4 томах, а в 1981—1985 — в 8 томах.

## Экранизации
- 1956 — Миколка-паровоз (экранизация повести «Миколка-паровоз») (реж. Лев Голуб, «Беларусьфильм»)
- 1975 — Дед Евсей и Палашка (экранизация рассказа «Дед Евсей и Палашка»)

## Избранная библиография
- Выбраныя апавяданні / Міхась Лынькоў. — Мн.: Дзяржвыд Беларусі..Дзіцячая літ., 1938.
- Выбраныя творы / Міхась Лынькоў. — Мінск: Дзяржвыд БССР, 1952. — 551, [2] с., [1] л. партр.
- Векапомныя дні: раман у 4 кн. / Міхась Лынькоў. — Мінск: Беларусь, 1969. — (Беларускі раман).
- Апавяданні / Міхась Лынькоў. — Мінск: Дзяржаўнае вучэбна-педагагічнае выдавецтва Міністэрства асветы БССР, 1960.
- Літаратура і жыццё: літаратурна-крытычныя артыкулы / Міхась Лынькоў. — Мінск: Мастацкая літаратура, 1978.
- Публіцыстыка / Міхась Лынькоў. — Мінск: Мастацкая літаратура, 1980. — 271, [1] с.
- Насустрач жыццю: апавяданні / Міхась Лынькоў. — Мінск: Юнацтва, 1988. — (Школьная бібліятэка).

## Память
- В 1999 году выпущена юбилейная монета Национального Банка Республики Беларусь, посвящённая 100-летию со дня рождения М. Лынькова.
- В 2011 году в Бобруйске учреждена специальная премия городского исполнительного комитета имени писателя Михася Лынькова.
- В Минске, Бобруйске, Пинске, деревне Молотковичи Пинского района и деревне Лужесно Витебского района существует улица имени М. Лынькова.
- Именем Лынькова назван тепловоз ТЭП70-0381 приписки локомотивного депо Орша Белорусской железной дороги.